# シュタットシュタイナハ
シュタットシュタイナハ (ドイツ語: Stadtsteinach, ドイツ語発音: [ʃtatˈʃta‿inax]) は、ドイツ連邦共和国バイエルン州のオーバーフランケン、クルムバッハ郡北部の市で、シュタットシュタイナハ行政共同体の本部所在地である。

## 地理

### 位置
シュタットシュタイナハはオーバーフランケン北部、フランケンヴァルト自然公園内に位置する全国的に知られた保養地である。

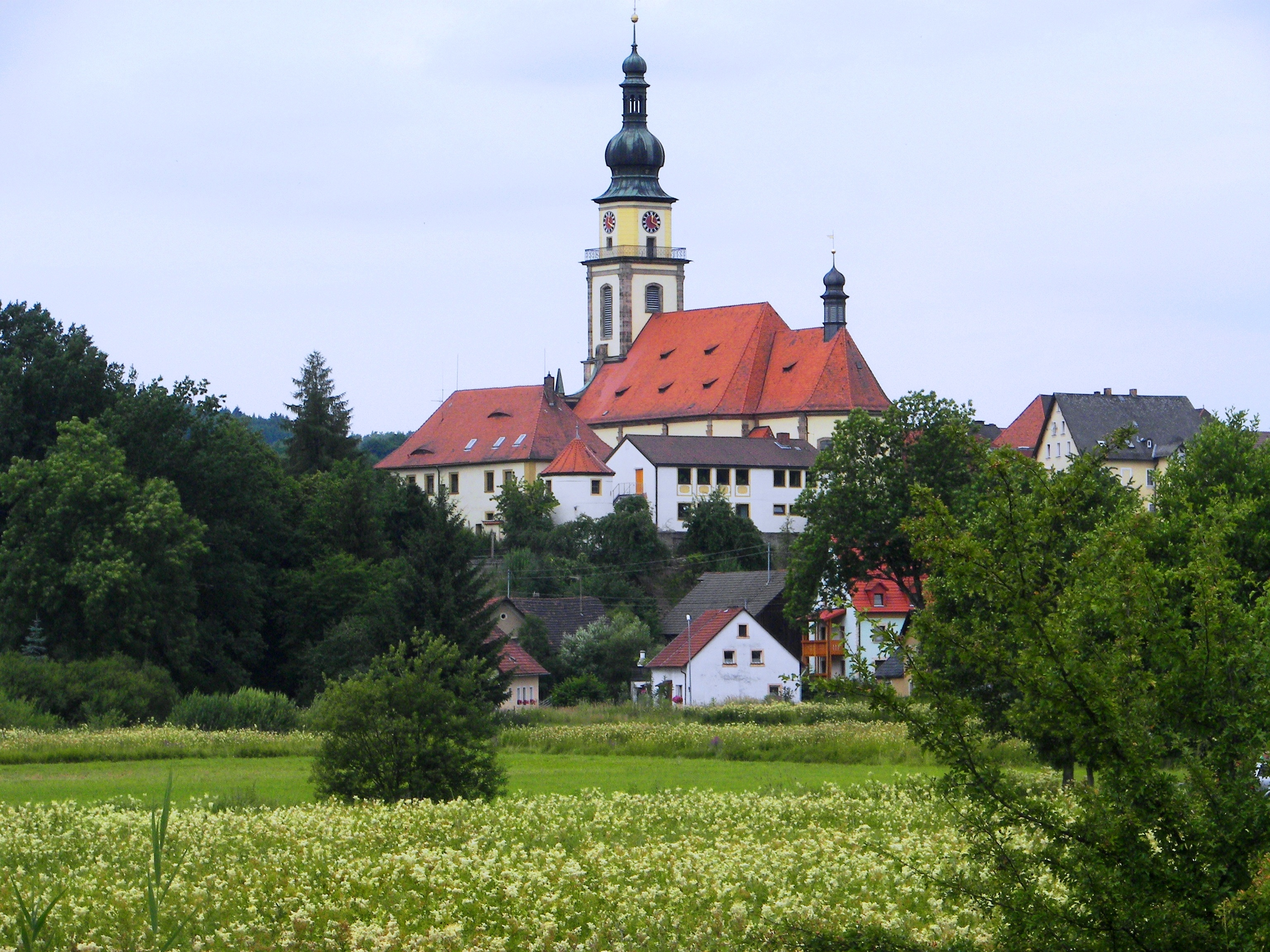
聖ミヒャエル教会

### 市の構成
本市は、公式には27の地区 (Ort) からなる。このうち小集落や孤立農場などを除く集落を以下に列記する。
- オーバーツァウバッハ
- レーマースロイト
- シュヴァント
- シュタットシュタイナハ
- トリーベンロイト
- ウンターツァウバッハ
- フォルダーロイト
- ツィーゲルヒュッテ

## 歴史
マルクト・シュタイナハは1151年に初めて文献に記録されている。現在のシュタットシュタイナハの領域は、この時代にはバンベルク司教領に属していた。14世紀前半にシュタイナハは都市権を獲得した。1803年の帝国代表者会議主要決議（いわゆる世俗化）によりこの町はバイエルン公国の所属となった。バイエルン王国行政改革の時代の自治体令により、1818年に現在の自治体が成立した。

## 行政

### 市議会
市議会は市長を含む17議席で構成される。

### 紋章
金地に銀の斜め帯、赤い爪を持つ黒い獅子。

### 友好都市
ロイテンベルク （テューリンゲン州、ドイツ）

## 文化と見所

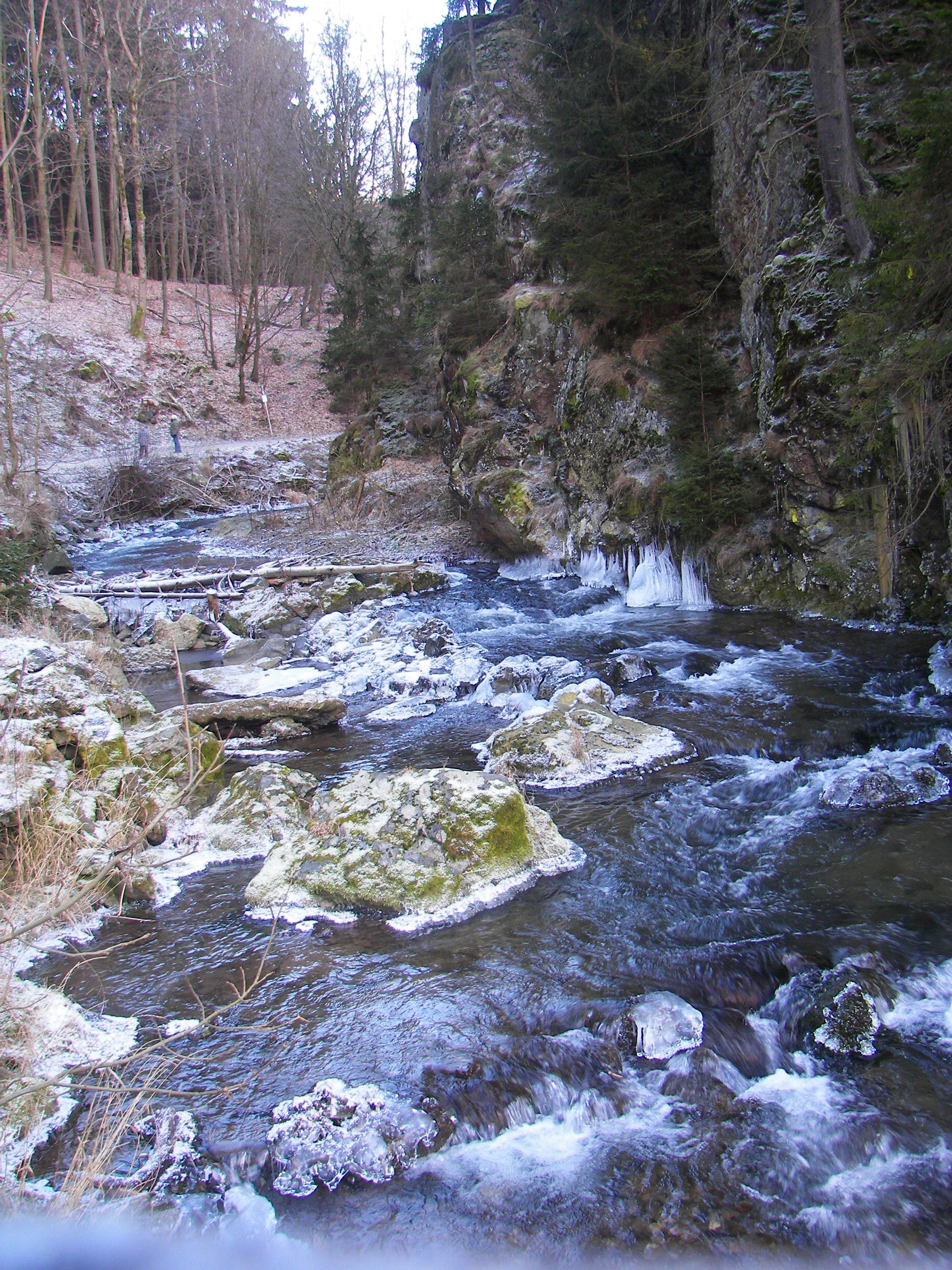
冬のウンテーレ・シュタイナ川

### 博物館
郷土博物館では、波乱に富んだこの町の来歴を紹介している。

### 建造物
マルクト広場周辺の建造物が固まっている市の中心部は、記念建造物保護地域に指定されている。
街の風景を印象づけているのが、カトリックの教区教会である聖ミヒャエル教会（1905年建造）である。この教会は1903年に焼失した教会の後継として建造されたネオバロック様式の建造物である。

### 年中行事
- 謝肉祭の火曜日には、シュタットシュタイナハ謝肉祭本部で大規模なイベントが開かれる。
- 射撃祭： 7月の第3日曜日
- 教会祭： 10月の第2日曜日

## 経済と社会基盤

### 交通
この町は、ミュンヘンおよびベルリンに通じるアウトバーンA9に面し、連邦道B303が直接町を貫いている。

## 引用
1. ↑  https://www.statistikdaten.bayern.de/genesis/online?operation=result&code=12411-003r&leerzeilen=false&language=de Genesis-Online-Datenbank des Bayerischen Landesamtes für Statistik Tabelle 12411-003r Fortschreibung des Bevölkerungsstandes: Gemeinden, Stichtag (Einwohnerzahlen auf Grundlage des Zensus 2011)
2. ↑  Max Mangold, ed (2005). Duden, Aussprachewörterbuch (6 ed.). Dudenverl. p. 742. ISBN 978-3-411-04066-7
3. ↑  Bayerische Landesbibliothek Online